# 375–379 Flatbush Avenue y 185–187 Sterling Place
Los edificios en 375–379 Flatbush Avenue y 185–187 Sterling Place son un grupo histórico de cuatro edificios comerciales y residenciales ubicados en el vecindario de Prospect Heights en Brooklyn, Nueva York (Estados Unidos). Fueron construidos en 1885 y son de estilo Neo-Grec con elementos del Segundo Imperio.  El edificio 377–379 Flatbush Avenue es una estructura de mampostería de 3,5 pisos con una planta baja comercial, apartamentos arriba y una torre de esquina distintiva con techo piramidal. Cuenta con un techo abuhardillado. El edificio 375 Flatbush Avenue es una estructura comercial/residencial idéntica en forma a 377–379 Flatbush Avenue, pero sin techo abuhardillado. Los edificios 185–187 Sterling Place son dos casas adosadas unifamiliares construidas como complemento de los otros edificios.
Los edificios se incluyeron en el Registro Nacional de Lugares Históricos en 1984,  y están ubicados dentro del Distrito Histórico de Prospect Heights creado por la Comisión de Preservación de Monumentos Históricos de la Ciudad de Nueva York en 2009.